# Daberspitze
Die Daberspitze, früher auch Hohe Säule (Saile) genannt, ist ein 3402 m ü. A. hoher Berg im südwestlichen Teil der Venedigergruppe. Er liegt im östlichen Teil des österreichischen Bundeslandes Tirol, Bezirk Lienz am westlichen Ende des Umbaltals. Der Nordgipfel weist eine Höhe von 3330 m auf, der Südgipfel ist 3402 m hoch. Die Spitze hat die Form eines steilen Felshorns und besteht aus plattenförmigem und brüchigem Schiefergestein des Tauernfensters. Der Südgipfel sendet nach Norden, Süden und Westen ausgeprägte Grate, der Nordgipfel auch nach Osten. Über die Grate führen teilweise die Anstiegsrouten. Zuerst bestiegen wurde die Daberspitze am 17. September 1873 durch Georg Hofmann von der DAV-Sektion München mit den Bergführern Josef Berger und Johann Grill, genannt Kederbacher.

## Lage und Umgebung
Die Daberspitze liegt am südwestlichen Ende der Venedigergruppe im nord-südlich verlaufenden Umbalkamm und ist teilweise von Gletschern umgeben. Im Nordwesten liegt das Schwarzachkees, im Nordosten, getrennt durch den Daberspitzen-Nordgrat, das Welitzkees und im Südosten das kleine Daberkees. Benachbarte Berge sind im nördlichen Kammverlauf, getrennt durch die auf 3181 m Höhe liegende Welitzscharte, die 3496 m hohe Rötspitze, im Osten die Tredeberspitze (3134 m), und der Südgrat trägt den 3127 m hohen Nördlichen Rotenmannkopf. Nach Osten fällt das Gebiet ab zum Umbaltal, nach Westen hinunter zum Schwarzachtal. Nächstgelegener Ort in Österreich ist Ströden im Virgental, das etwa achteinhalb Kilometer Luftlinie in östlicher Richtung liegt.

## Stützpunkte und Besteigung
Die Route der Erstbesteiger 1873 führte von der gerade neu gebauten Clarahütte aus über den gesamten Südgrat und benötigte etwa sechs Stunden Gehzeit. Der heutige Normalweg, der leichteste Anstieg, gebräuchlich seit 1904, folgt nur im oberen Teil dem Südgrat. Die Clarahütte auf 2038 Meter Höhe im oberen Umbaltal dient auch hier als Stützpunkt. Der Weg führt als Hochtour zunächst in westlicher Richtung auf das kleine Tredeberkees hinauf zur südlichen Tredeberscharte (3080 m). Über das Daberkees wird die Ostwand der Spitze erreicht und der obere Teil des Südgrats. Die Schwierigkeit liegt im Schwierigkeitsgrad UIAA I bei 1363 Höhenmetern und einer Gehzeit von fünf Stunden. Alpin geklettert wird an der Daberspitze seit 1904. Durch die steinschlaggefährdete Ostwandrinne führt eine Route mit der Schwierigkeit UIAA III, ebenso über den Nordgrat. Durch die Nordwestwand wurden 1925 und 1938 zwei durch Steinschlag gefährliche Routen im UIAA-Grad IV eröffnet.